# Enter the Gungeon
 (juin 2022).
Si vous disposez d'ouvrages ou d'articles de référence ou si vous connaissez des sites web de qualité traitant du thème abordé ici, merci de compléter l'article en donnant les références utiles à sa vérifiabilité et en les liant à la section « Notes et références ».
Enter the Gungeon est un jeu vidéo de type roguelike développé par Dodge Roll et édité par Devolver Digital, sorti en 2016 sur Windows, Mac, Linux et PlayStation 4, puis en 2017 sur Xbox One et Nintendo Switch.

## Système de jeu
Le but de ce jeu est de parcourir les étages en obtenant des objets actifs (que l’on peut utiliser) et passifs (qui sont toujours actifs) mais aussi des armes. Le jeu est composé d’un lobby appelé la brèche (là où le joueur choisit son personnage, dont 4 personnages obtenus dès le début du jeu et 4 obtenus après différents événements). Ils disposent chacun de caractéristiques diverses comme des armes et des objets différents. Le Gungeon est composé de 5 étages, et possèdent des étages secrets.
Le joueur peut trouver des PNJ dans des prisons qu'il doit sauver pour modifier son expérience de jeu (en accélérant le jeu ou en mettant des événements aléatoires à certains endroits). Le véritable but du jeu est de « tuer le passé » des gungeonniers (les personnages). En tuant leur passé, on veut plutôt dire modifier leur passé en modifiant des actes passés. Pour faire ceci, il faut la balle qui tue le passé qui est fabricable en obtenant toutes les pièces situées un peu partout dans le gungeon et en les ramenant au forgeron au 5e étage.
Le jeu est principalement constitué d'armes à feu, d'où le nom Enter the Gungeon (gun signifiant arme à feu en anglais). Au point que la déesse dans l'histoire du jeu bannit les armes froides. Le joueur commence le jeu avec 191 armes déjà débloquées, mais il peut en ajouter jusqu'à 249 à son catalogue en accomplissant des missions et quêtes, ou bien en les achetant à des marchands. Il peut aussi trouver ces armes dans des coffres (2 par étage) qui nécessitent des clés, elles-mêmes obtenables en les achetant dans des boutiques ou bien en les trouvant après avoir battu tous les ennemis d'une salle.

## Histoire du jeu/ Lore
L'histoire (rapidement) racontée lors d'une cinématique au lancement de chaque partie:
"A travers la galaxie une légende est racontée"; "Sur une planète éloignée, une sinistre forteresse se dressait..."; "Jusqu'à ce qu'une force mortelle sépare les cieux et s'abatte sur le donjon"; "Bien que réduit en ruines, les cendres de cet endroit contiennent un artefact d'un pouvoir impossible"; "Un pistolet qui peut tuer le passé"; "Avec le temps la forteresse fut reconstruite et certains de ceux qui entendent la légende risqueraient tout pour un autre tir/ une autre chance";"Pour recevoir leur prix et défaire ce qui a été fait, ils devront...";" entrer dans le Gungeon"

## Personnages jouables

### Il existe 9 personnages jouables dans ce jeu et ils se divisent en 3 grandes catégories

#### 1. Les Gungeonniers par défaut

##### La Condamnée
La Condamnée de son vrai nom Laser Lily était une criminelle à la tête d'une organisation mafieuse. Après avoir soudoyé Black Stache pour qu'il oublie ses crimes, il la trahit et elle est capturée par les forces Hegemony et décide d'affronter le Gungeon au lieu de la prison à vie.
Elle possède un revolver basique, un fusil à canon scié, un cocktail molotov et la photo enrageante.

##### La Chasseresse
1147 ans avant le début de l'aventure de la Chasseresse dans le Gungeon, elle a voyagé jusqu'au Manoir Épée-Noire pour battre le Dr Griffe-de-Loup; cependant, elle s'est faite capturée et placée dans un Caisson Cryogénisant jusqu'aux évènements d'Enter the Gungeon. La manière dont elle s'est échappée du Caisson est inconnue.
Elle possède un pistoler rouillé, une arbalète et un chien.

##### Le Marine
Le Marine était un garde stationnant à Primerdyne R&D lorsqu'une expérience s'est mal passée, libérant l'Horreur Interdimensionelle dans la station. Son arme étant coincée, le Marine a décidé de fuir dans une capsule de fuite, abandonnant les scientifiques et ses collègues gardes dans la station.
Il possède l'arme du Marine, un stock de munitions, l'entrainement militaire et 1 point d'armure.

##### Le Pilote
Le Pilote était une sorte de chapardeur de l'espace lorsqu'il a été pris en train de voler un cargo appartenant à l'Imperial Hegemony of Man. Quand il fut confronté par le vaisseau HM Absolution, il lui a été demandé d'éteindre toutes les machines sauf le support vital. Au lieu de se rendre, il s'enfuit, laissant son ami Z se faire capturer. Se sentant mal à propos de cela, il entre dans le Gungeon, espérant pouvoir revenir dans le temps et sauver Z.
Il possède le Rogue Special, un kit de crochetage faible, la personnalité désarmante et un compartiment caché.

#### 2. Les Gungeonniers à débloquer
Ils sont déblocables sous certaines conditions dans le jeu.

##### La Balle
Après avoir épargné 5 Bullet Kin à cape rouge, la Balle sera débloquée.
Elle possède Blasphème (une épée) et la capacité Munition vivante.

##### Le Robot
Après avoir amené la Télévision cassée à la Forgeronne dans la Forge, le Robot sera débloqué.
Il possède la main droite du Robot, les balles électriques et le liquide de refroidissement.

##### Le Paradoxe
Après être passé dans une faille cosmique et avoir fini sa partie, le Paradoxe est débloqué.
Il possède une arme de départ aléatoire, une arme aléatoire qui n'est pas une arme de départ et un objet passif aléatoire.

##### Le Pistolero
Battre la Liche avec le Paradoxe enverra le joueur dans une nouvelle partie avec le Pistolero. Il faudra re-traverser le Gungeon et tuer le passé du Pistolero en triomphant de la Liche "anormale" pour le débloquer.
Le Pistolero est conscient de la situation du Gungeon et sait ce qui s'est passé après qu'il l'ait conquis. Il se rend compte que son objectif est d'effacer tout cela, en tuant son propre futur, la Liche, en l'empêchant de devenir maître du Gungeon et en empêchant la Grande Balle de tomber, ce qui empêcherait la création du Gungeon.
Il possède le Slinger et les yeux-balles de la Liche.

#### 3. Le Gungeonnier co-op
Il est uniquement disponible en mode co-op, c'est-à-dire avec 2 joueurs.

##### Le Mystique
La raison de sa présence dans le Gungeon est probablement pour que ses frères et sœurs soient blâmés pour la tache de jus de raisin sur le canapé. Cependant, sa motivation change lorsqu'il est mal traité par les PNJs du jeu. Finalement, il arrive à la conclusion qu'il veut battre le joueur 1 et devenir le protagoniste.
Il possède un pistolet à fléchettes, un cookie d'amitié et le Numéro 2.

### Types de salles
Il existe différentes types de salles dans le Gungeon :
- Salle de combat : Lorsque le joueur rentre dans cette salle, il doit affronter une ou plusieurs vagues d'ennemis avant de pouvoir accéder à la prochaine salle ; par ailleurs, certaines salles contiennent un téléporteur, avec lequel le joueur peut se téléporter dessus à partir de la carte. Actif seulement après voir compléter la salle
- Salle de coffre : En tout, chaque étage contient deux salles de coffre ( +1 si la salle secrète contient un coffre), certains coffres apparaîtront avec une mèche, si le joueur n'ouvre ou détruit le coffre avant que la mèche se consume en entier, alors il explose et inflige 1 point de dégâts au joueur si celui-ci est trop proche. D'autres coffres peuvent être des mimiques qui attaqueront le joueur s'il utilise une clé sur le coffre ou lui tire dessus, après avoir vaincu le mimique, il fera apparaître son contenu. Le taux de chance de tomber sur un mimique ou un coffre avec une mèche augmente en fonction des points de malédictions.

## Accueil
- Destructoid : 9,5/10[1]
- Electronic Gaming Monthly : 9/10[2]
- The Escapist : 3,5/5[3]
- Gamekult : 7/10[4]
- IGN : 8,5/10[5]
- PC Gamer US 78 %[6]